# Knauf Gruppe
Die Gebr. Knauf KG mit Sitz im unterfränkischen Iphofen ist die Holding der Unternehmen der deutschen Knauf Gruppe, die weltweit in über 90 Ländern rund 320 Werke und 85 Rohsteinbetriebe betreiben.  Das Familienunternehmen ist Hersteller und Vertreiber von Systemen für Trockenbau, Boden, Putz und Fassade unter der Marke Knauf.

## Geschichte

### Unternehmensgründung im Saarland
Die beiden Bergingenieure Alfons Knauf und Karl Knauf gründeten 1932 in Schengen an der Mosel eine Gipsgrube. Im Folgejahr erwarben sie im benachbarten Perl ein in Konkurs geratenes Kalkwerk und bauten es zu einem Gipswerk mit drei Kammeröfen um.
Dieses Stammwerk ist bis heute als Trockenmörtelmischwerk für Kalkzementputze in Betrieb. Das Unternehmen nannte sich anfangs Rheinische Gipsindustrie und Bergwerksunternehmen. Erste Abnehmer für Knauf-Erzeugnisse waren Zementfabriken an Rhein und Ruhr, die aufgrund günstiger Verschiffung der Produkte in den Anfangsjahren die Existenz des Unternehmens sicherten. Die erste Expansion erfolgte 1935, als die Brüder Knauf in Siersburg ein weiteres Gipswerk erwarben und die Gipsgrube auf dem Gauberg pachteten. Als sich diese als wenig ergiebig erwies, schlossen sie einen Abbauvertrag für eine stillgelegte Gipsgrube in Mechern, in der noch bis 1960 Gips gewonnen wurde, und übernahmen 1936 einen weiteren Gipsbruch in Hüttenheim bei Iphofen. 1937 wurde die Grube Gauberg wieder geschlossen. Etwa zeitgleich eröffneten die Gebrüder Knauf Lager in Duisburg und bei Krupp in Rheinhausen. 1938 übernahm das Unternehmen einen weiteren Gipssteinbruch in Stadtoldendorf und firmierte im gleichen Jahr um in Gebr. Knauf Westdeutsche Gipswerke. Die Jahresproduktion betrug nun rund 28.000 Tonnen Gips, womit Knauf schon damals mit dem größten deutschen Gipsproduzenten Euling & Mack um die Marktführerschaft konkurrierte.
Im Zweiten Weltkrieg wurden das Gipswerk in Perl und die Gipsgrube auf dem Hammelsberg im Rahmen des Westfeldzuges zerstört. Alfons Knauf wechselte daraufhin zum Standort Iphofen, Karl Knauf nach Stadtoldendorf. Nach der Besetzung Frankreichs kehrten die Unternehmer ins Saarland zurück und bauten das Werk in Perl langsam wieder auf. 1943 pachteten sie das Gipswerk Markt Einersheim dazu. Gegen Ende des Krieges waren dann aber nur noch das Gipswerk in Siersburg, das Gipswerk in Markt Einersheim und der Steinbruch in Stadtoldendorf in Betrieb. Mit Kriegsende wurden alle Betriebe unter Zwangsverwaltung gestellt.

### Neubeginn nach dem Zweiten Weltkrieg in Iphofen

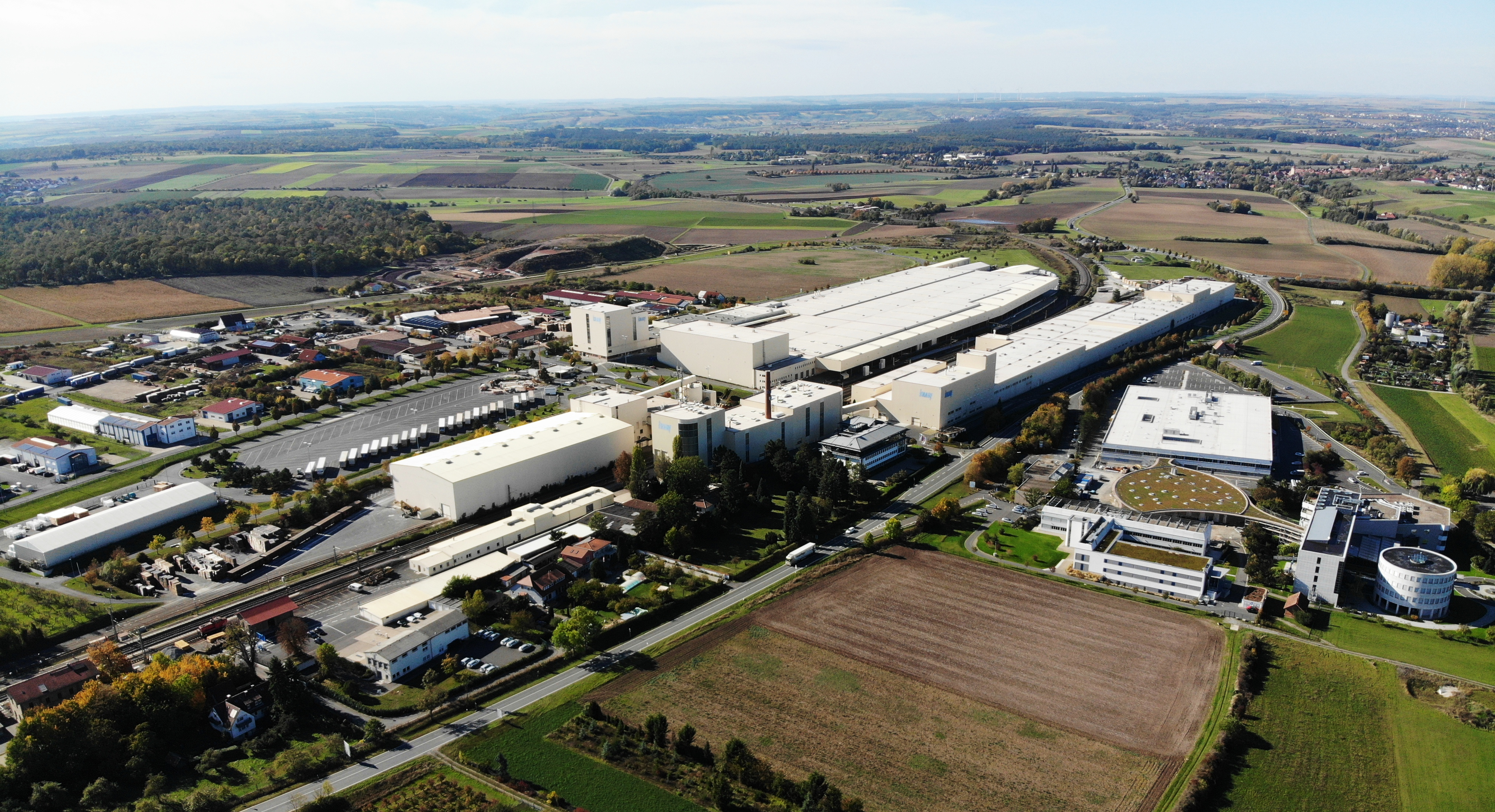
Sitz der Knauf Gruppe in Iphofen Luftaufnahme (Oktober 2019)

In der unmittelbaren Nachkriegszeit war es zunächst nicht absehbar, ob die Familien Knauf jemals wieder in den Besitz ihrer Betriebe gelangen würden, zumal mehrere der Treuhänder bzw. Sequester versuchten, selbst in den Besitz der Unternehmen zu gelangen. Karl Knauf zog darum nach Iphofen und gründete dort 1947 die Fränkische Gipswerke GmbH, mit der man mit den unter Treuhandverwaltung stehenden früheren Betrieben konkurrieren und diese letztlich übernehmen wollte. Im Juni 1948 wurden die in der amerikanischen und britischen Zone gelegenen Betriebe rückübertragen. In Iphofen entstand dennoch ein modernes Drehofen-Gipswerk, mit dem 1950 bereits wieder der Vorkriegsumsatz erreicht werden konnte. Im selben Jahr erwarb Knauf zudem das durch die Währungsreform in Schieflage geratene Werk der Frankfurter Gipswerke GmbH im Frankfurter Osthafen. 1951 wurden dann auch die Betriebe im Saarland rückübertragen und 1953 das Werk in Iphofen vergrößert. Die saarländischen und die von Iphofen aus geleiteten Betriebe blieben zunächst unabhängig, banden sich jedoch durch Kooperationsverträge eng aneinander. Im Werk Perl nahm man die Produktion von Perllit-Deckenplatten und Gipsdielen auf, 1957 folgten Spachtelgipse, darunter auch der bekannte Gips in der Tube. Gipsplatten wurden ebenfalls in den Werken in Frankfurt und Iphofen produziert, ab Ende der 1950er Jahre dann auch Gipsfaserplatten. In Marktbreit entstand die eigene Umschlagstelle Knauf am Main. Das Unternehmen profitierte vom Bauboom der Wiederaufbaujahre während des so genannten Wirtschaftswunders.
Nach dem Vorbild von Zigarrenbändern wurden in den frühen 1960er Jahren die Verpackungen der Produkte mit farbigen Bändern gekennzeichnet. Besonders bekannt wurde dabei der Haftputzgips Rotband, der auch durch Vorführmeister direkt auf Baustellen beworben wurde. Die Herstellung erfolgte anfangs überwiegend im Werk Siersburg, wo man 1960 durch einen Werksneubau die Produktionsmenge um das Sechsfache auf 210.000 Tonnen Putzgips steigern konnte. Der wirtschaftliche Erfolg dieses Produkts ermöglichte eine Expansion des Unternehmens, das nun zahlreiche kleinere Gipswerke erwarb, darunter Sartor & Engel in Trier, Früh & Co. in Saarfels, Brill in Straßburg und eine Anhydritgrube in Veltenheim. Durch die Übernahme des Gipswerks Brill mit angeschlossenem Baustoffgroßhandel gelang es Knauf zudem, verschiedene Filialen in Frankreich (Mülheim, Nancy, Lyon, Paris) zu eröffnen.
Für die Produktion von Wandplatten aus Industriegips errichtete Knauf 1962 ein Werk in Castrop-Rauxel. Noch im selben Jahr wurde die Vertriebsniederlassung in Neuss in ein produzierendes Werk für Wandplatten umgewandelt. Später fertigte man dort Fließ-Estriche. 1964 erwarb Knauf alle Anteile an einem Gipswerk in Wittershausen, das durch die Beteiligung zweier weiterer Unternehmen zu den Vereinigten Gipswerken GmbH expandierte, wobei die Unternehmerfamilie Knauf später auch die Anteile der Partner erwarb. In Wittershausen entstand ein neues Werk zur Herstellung von Putzgips. Das alte Werk hat man der örtlichen Feuerwehr überlassen, die es im Rahmen einer Übung kontrolliert abbrannte. Das mehrfach erweiterte Werk in Wittershausen produziert heute Handputze, Maschinenputze und Stuckgips, vor allem auch für den Schweizer Markt. 1966 entstand in Königshofen ein weiteres neues Werk für Gipskartonplatten, das eine Kapazität von 15 Mio. Quadratmetern pro Jahr hatte. In Königshofen wurde bis in die 1980er Jahre produziert, danach wurde das dortige Werk geschlossen und die Anlagen anderweitig innerhalb der Knauf-Betriebe genutzt.
In den 1960er Jahren ging man im Baugewerbe von der handwerklichen zur maschinellen Zubereitung von Putzgips über. Daraufhin entwickelte man bei Knauf die Putzmaschine Gipsomat und den darauf abgestimmten Maschinenputz MP 75. Die Putzmaschinen wurden von Putzmeister hergestellt, ihr Alleinvertrieb lag für zehn Jahre bei Knauf.

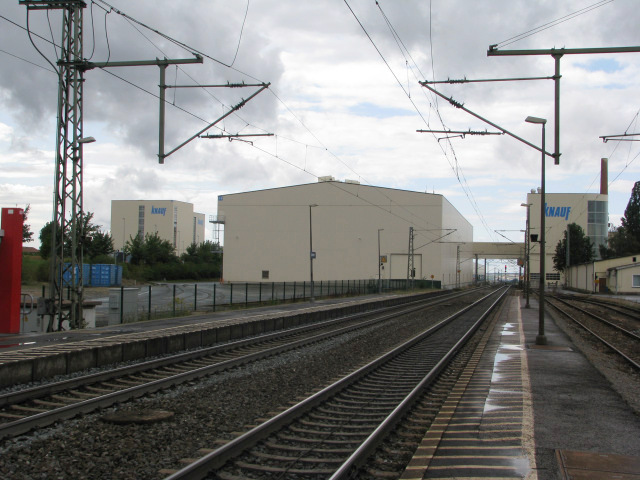
Bahntrasse und Produktionsanlage beim Hauptsitz des Unternehmens Knauf in Iphofen (Juli 2009)

1969 traten mit Nikolaus Knauf, dem Sohn von Alfons Knauf, und Baldwin Knauf, dem Sohn von Karl Knauf, die ältesten Söhne der Unternehmensgründer als persönlich haftende Gesellschafter in die Unternehmensleitung ein. Ihre sieben Geschwister wurden 1970 Kommanditisten. Gleichzeitig begann man in den späten 1960er Jahren, die immer noch unabhängigen Betriebe im Saarland zentral innerhalb der Knauf-Gruppe von Iphofen aus zu verwalten. 1972 ging die Gebr. Knauf Saar-Gipswerke GmbH dann endgültig in der Gebr. Knauf Westdeutsche Gipswerke GmbH auf. Das Werk in Iphofen wurde ab 1968 umfassend erweitert und modernisiert. Das Werk im nahegelegenen Markt Einersheim wurde als Werk Iphofen II ebenfalls modernisiert und außerdem zum Schulungszentrum des Unternehmens ausgebaut. Das Werk in Stadtoldendorf erhielt 1970 eine Produktionsstraße für Gipskartonplatten. In Neuherberg entstand 1970/71 eine neue Produktionsstätte für Maschinenputze. Dort experimentierte man 1989 erstmals mit dem losen Transport solcher Produkte in Containern, woraus 1993 die Knauf Transport GmbH entstand. Mit der Mehrheitsbeteiligung an der Deutschen Perlite GmbH in Dortmund begann 1970 die Diversifizierung der Knauf-Produkte, indem man künftig Perlit als Zuschlagstoff für Mörtel und Putze nutzte sowie Dämmstoffbauplatten produzierte. Die Deutsche Perlite GmbH produziert heute Perlcon-Boards und Perlcon-TE an verschiedenen Standorten, darunter Iserlohn, Lübeck, Bülstringen. Das Unternehmen hat eigene Vertriebsniederlassungen in Österreich und seine Produkte werden im restlichen internationalen Markt über die Knauf-Niederlassungen vertrieben. In Iserlohn werden von der Deutschen Perlite GmbH seit 2001 in einem Joint Venture mit der United States Gypsum Corporation, dem weltgrößten Gipshersteller, Aquapanel-Zementplatten gefertigt.
1971 übernahm Knauf die Frisalit-Werke in Satteldorf und Neumorschen. Das Werk in Satteldorf wurde für die Produktion von Gipsfaserplatten modernisiert, in Neumorschen werden Maschinenputze produziert. Das Werk in Neumorschen nahm 1981 die weltweit erste Bandkontrollwaage in Betrieb und wurde wegen seiner speziellen Gewebefilter 1983 mit dem Umweltschutzpreis des Landes Hessen ausgezeichnet. In Vellberg in der Nähe von Satteldorf entstand darüber hinaus 1971/72 ein neues Gipswerk. 1972 übernahm Knauf außerdem die Mehrheit an den Kurhessischen Gipswerken in Hundelshausen, mit denen man später ein deutsch-ungarisches Joint Venture zur Produktion von Zwischenwandplatten in Székesfehérvár in Ungarn begann. 1972/73 entstand weiterhin ein neues Werk zur Gipsplattenherstellung in Lauffen ob Rottweil, 1974 ein Putzgipswerk in Embsen. Der Bau eines neuen Hauptverwaltungsgebäudes in Iphofen folgte 1974.

### Neuorientierung in den 1970er Jahren
Mit der Öl- und Baukrise ab 1973 stagnierte der Absatz der bisherigen Produkte. Auch bei den Rohstoffquellen vollzog sich ein Wandel. Man entschied sich daher für eine weitere Diversifizierung der Produkte sowie für die Ausweitung des Unternehmens um Anlagen- und Maschinenbau. Für den Bau seiner Gipswerke hatte Knauf zahlreiche Ingenieure beschäftigt. Die nun freigewordenen Anlagenbauer wurden in die 1974 gegründete Knauf Engineering GmbH überführt, die sich auf Planung und Bau von Gipsfabriken im Ausland konzentrierte. Zu den ersten Aufgaben dieses neuen Unternehmenszweigs gehörten die Erweiterung einer 1969 bis 1971 von Knauf errichteten Gipsfabrik in Teheran und der Bau eines Gipskombinats in Fleurus in Algerien. Weitere Großprojekte auf der ganzen Welt folgten. Bei der Beschaffung der Rohstoffe ging man vom traditionellen Gipsabbau in Gipsgruben zu der Verwendung von REA-Gips aus Abgasen über. Als Joint Venture mit Research Cottrell aus New Jersey gründete Knauf die Knauf Research Cottrell GmbH, die nach dem Bau einer Pilotanlage in Cochise County (USA) zahlreiche Rauchgasentschwefelungsanlagen zur Gewinnung hochreinen REA-Gipses entwickelte und 1985 von Noell übernommen wurde.
Zur Entwicklung von Pump- und Fördergeräten wurde 1972 die PFT Putz- und Fördertechnik GmbH & Co. KG gegründet, die kontinuierliche Mischpumpen konstruierte. Der überraschende Erfolg der Mischpumpe G4 führte schließlich zur Errichtung einer eigenen Maschinenfabrik im Werk Iphofen II, wo bis 1990 20.000 Mischpumpen G4 vom Band liefen. Zusammen mit dem Nachfolgemodell G5 wurden bis 2002 mehr als 60.000 solcher Pumpen gefertigt. Die PFT hat Tochtergesellschaften in acht Ländern und ein weltweites Vertriebsnetz in 46 Ländern.
1974 konzipierte Knauf ein Baumarkt-Programm mit Produkten für den aufkeimenden Heimwerkermarkt, darunter Putze, Estriche und Kleber, die 1976 als Messeneuheit bei der BAU 76 in München vorgestellt und nachfolgend über Baumärkte vertrieben wurden. Das Baumarkt-Programm war eines der ersten seiner Art im deutschsprachigen Raum und sehr erfolgreich. Bereits 1983 wurde es in über 800 Verkaufsstellen angeboten. Die Produktpalette konnte vielfach erweitert werden, aufgrund der großen Nachfrage nach den Produkten wurde in Iphofen sogar noch eine weitere Produktionsstätte errichtet. Das Baumarkt-Programm war bis 2003 auf rund 200 Produkte angewachsen. Das Knauf-Baumarktsegment wurde mehrfach von der Fachpresse und vom Handel ausgezeichnet, unterhält heute Vertriebs- und Handelsstrukturen in nahezu allen europäischen Ländern und betreibt eine große Produktionsanlage in Belchatow in Polen. Ebenfalls 1974 gründete man die V.V.G. Versicherungs-Vermittlungs-GmbH, die den Versicherungsschutz und das Risikomanagement innerhalb der Knauf-Gruppe übernimmt sowie zusätzliche Dienstleistungen im Rahmen der Berufsgenossenschaften anbietet.
1979 übernahm Knauf die Richter System GmbH & Co. KG in Griesheim, einen Hersteller von Metallprofilen für Trägersysteme, und transformierte das Unternehmen zum Hersteller von Wand- und Deckenbausystemen. Einer der bedeutenderen Unternehmenszukäufe war 1982 die Übernahme der Koch Kalk und Bau GmbH in Bollschweil, die mineralische Edelputze herstellte. Damit konnte Knauf sein Produktprogramm auch auf Kalkputze erweitern, die unter dem noch von Koch herrührenden Markennamen Marmorit vertrieben werden. Von 1983 bis 1997 war Knauf zur Gewinnung von Rohkalk zudem an den Rheinischen Kalksteinwerken beteiligt, trennte sich nach dem starken Ausbau von Marmorit wieder von ihren Anteilen. 1999 übernahm die Marmorit GmbH außerdem die Krautol-Werke in Darmstadt, um ihr Produktsortiment um Farben und kunstharzgebundene Putze zu erweitern.
Erst im Verlauf der 1980er Jahre kam es dann auch wieder zu Werksneubauten in Deutschland. In Neuss entstand mit dem Werk Neuss II eine große Produktionsanlage für die Herstellung von Hand- und Maschinenputzen aus REA-Gips regionaler Kraftwerke. In Hüttenheim entstand 1985 eine große Produktionsanlage für Fließestriche, die bereits 1992 umfassend modernisiert wurde. In Gelsenkirchen-Buer errichtete man 1986 ein Gipswerk neben dem Kraftwerk Scholven für die Gipswerk Scholven GmbH, die dort erstmals so genannten Alpha-Gips nach dem japanischen Verfahren der Nitto Gypsum Division für die VEBA Division Ruhr produzierte, an der Knauf 1992 Anteile erwarb.

### Internationale Expansion
Die Internationalisierung des Unternehmens nahm 1970 mit der Gründung eines Gips- und Gipskartonplattenwerks im steiermärkischen Weißenbach bei Liezen in Österreich ihren Anfang. Von Weißenbach aus, wo auch die österreichische Vertriebszentrale eröffnet wurde, erschloss das Unternehmen später den gesamten südosteuropäischen Markt.
1972 gründete Knauf in Belgien die N. et B. Knauf et Cie. die 1973 in Ehein südlich von Lüttich ein Gipswerk errichtete. 1991 übernahm Knauf auch den belgischen Konkurrenten Isolava in Wielsbeke und avancierte in den Folgejahren zum Marktführer in Belgien. 1974 gründete man in Utrecht die Knauf B.V. zum Vertrieb der deutschen und belgischen Produkte in den Niederlanden. In Utrecht entstand 1990 zudem ein großes Schulungszentrum. 1977 folgte eine Vertriebsniederlassung für Italien in Treviso, 1984 in Gambassi auch ein eigenes Gipswerk und 1993 in Riolo Terme ein Gipsprofilwerk. Das Profilwerk wurde Ende der 90er Jahre nach Castellina Marittima verlegt und dort auch die Produktion von Gipsplatten aufgenommen. In der Schweiz wurden einige Knauf-Produkte ab 1971 durch die H. Leu AG in Biel-Benken vertrieben. Leu vertrieb 1981 das gesamte PFT-Programm und alle Putze von Knauf, später beteiligte sich Knauf bei Leu und übernahm das Unternehmen schließlich vollends. Seit 1992 firmiert das Unternehmen als Knauf AG/SA.
In den USA errichtete Knauf 1978 ein Glaswolle-Dämmstoffwerk in Shelbyville, Indiana. 1987 folgte ein Werk in Lanett, Alabama, zur Erschließung des Marktes im Süden der USA, 1990 ein weiteres Werk in Shelbyville. Außerdem übernahm Knauf 1990 mit der Southern Ohio Foam in Lebanon, Ohio, ein weiteres Werk zur Dämmstoffproduktion. 2002 folgte in Shasta Lake, Kalifornien, der Neubau des bisher größten Knauf-Dämmstoffwerks in den USA.
1985 wurde die Holding La Rhénane mit Sitz in Ungersheim im Elsass erworben. Das danach Knauf La Rhénane S.A. genannte Unternehmen vereinte 25 Gesellschaften und Werke in Frankreich, Deutschland, Belgien und den Niederlanden unter sich und widmete sich der Herstellung von geblähtem Polystyrol. Knauf hat nach der Übernahme die Hauptverwaltung nach Wolfgantzen verlegt, weitere Gesellschaften zugekauft und verschiedene Werke errichtet. Die Unternehmungen von Knauf in Frankreich wurden später in zwei Sparten aufgeteilt: Knauf La Rhénane widmete sich weiter vorrangig der Polystyrol-Produktion, während Knauf S.A.R.L. im Bereich der Gipsprodukte tätig wurde. Durch die Übernahme des Schweizer Dämmstoffherstellers Alcopor durch Knauf La Rhénane entstand die Knauf-Dämmstoffsparte unter dem Namen Knauf Insulation, die Werke und Vertriebsgesellschaften in mehreren europäischen Ländern unterhält.
Die 1988 gegründete Knauf UK GmbH errichtete bei Sittingbourne ihr erstes Gipsbauplattenwerk in Großbritannien, dem bereits 1990 ein zweites Werk in Immingham folgte. In Frankreich gründete man die Plâtres Knauf et Cie. S.C.S. die 1988 ein Gipsbauplattenwerk in Saint-Soupplets eröffnete. Ebenfalls noch 1988 erwarb Knauf 50 % der Anteile am griechischen Gipsplattenhersteller Michanokataskevatsi, der daraufhin in Knauf Tsepalitdis umbenannt wurde. 1991 übernahm Knauf alle Anteile und wandelte das Unternehmen mit Produktionsanlagen in Amfilochia zur Knauf ABEE um. Das griechische Werk liefert unter anderem auch nach Nordafrika und in den Nahen Osten, wofür man von Griechenland aus 1996 die Tochtergesellschaft Knauf Lebanon S.A.R.L. mit Sitz in Beirut gründete. Im spanischen Guixers bei Solsona wurde 1990 ein Gipsbauplattenwerk durch Knauf errichtet.
Nach der friedlichen Revolution und der Öffnung des vormaligen Ostblocks gründete Knauf 1990 ein Joint Venture mit dem Gipswerk in Rottleberode und dem Zementbaukombinat Dessau in der DDR die Eurogips Produktions- und Vertriebs-GmbH, die fünf Niederlassungen in Leipzig, Rostock, Berlin, Dessau und Dresden errichtete. Knauf erwarb noch 1990 alle Anteile an Eurogips und ließ das Werk in Rottleberode in den Folgejahren umfassend modernisieren. Knauf erwarb 1993 auch das 1851 als Kalkhütte gegründete, aber bereits völlig verfallene frühere Hotel-Restaurant Kalkhütte, ließ das marode Gebäude originalgetreu erneuern und durch die Knauf Kalkhütte GmbH seit 1997 wieder als Hotel mit Restaurant betreiben. 1995 errichtete Knauf neben dem VEAG-Kraftwerk in Schwarze Pumpe einen Produktionskomplex zur Verarbeitung des anfallenden REA-Gipses. Auf dem Gebiet der neuen Länder folgte schließlich 1996 noch ein Anhydritwerk in Boxberg. 1992 übernahm Knauf das dänische Unternehmen Danogips A/S mit zwei Gipsbauplattenwerken in Dänemark und einem in Schweden. Danogips zählte mit seinem Dano-Wandsystem zu den Marktführern für Leichtbau-Systeme in Skandinavien und verfügte ab 1974 auch über eine Vertriebsniederlassung in Deutschland. Mit der Danogips-Übernahme bediente Knauf insbesondere auch die starke Nachfrage während des Baubooms der Nachwendejahre in den neuen Ländern. Als dieser nachließ, schloss man 2000 die Plattenproduktion im dänischen Vojens und verlegte die Herstellung von Danogips-Produkten ins Werk Schwarze Pumpe. 1994 erwarb Knauf alle Anteile des schwedischen Papier- und Kartonagenherstellers Inland AB in Lilla Edet, an dem Danogips bereits zuvor eine Beteiligung hatte. Die weitere Expansion in Skandinavien vollzog man 1993 mit der Gründung der Knauf-Kipso OY in Finnland, die 1995 alle Anteile an der Suomen Kipso OY übernahm. Das Gipsplattenwerk beim finnischen Pori wurde zunächst mit spanischem Naturgips beliefert, wurde dann jedoch auf die Verarbeitung von REA-Gips aus fünf finnischen Kraftwerken umgestellt.
Nach dem politischen Umbruch und Einführung der freien Marktwirtschaft in bisher kommunistischen Staaten fasste Knauf zunächst in Ungarn Fuß, wo man 1989 die Vertriebsgesellschaft Knauf Kft. Budapest gründete und in einem Joint Venture mit österreichischen Unternehmen 1991 eine Produktionsanlage für Putze und Mörtel in Veszprém eröffnete. 1996 folgte ein Werk in Bugyi (Komitat Pest), 2001 ein weiteres in Vác. Von Knauf in Österreich aus erfolgte 1991 die Gründung der tschechischen Knauf Praha spol.sr.o. die zunächst nur Knauf-Produkte in Tschechien vertrieb und 1993 dann das größte tschechische Putz- und Mörtelwerk in Prag-Kbely erwarb. Als Joint Venture mit dem tschechischen Kraftwerkskonzern ČEZ wurde durch die Knauf Počerady spol.sr.o. außerdem 1993/94 ein Gipsbauplattenwerk in Výškov-Počerady errichtet, das REA-Gips aus einem benachbarten Kraftwerk verarbeitet.
In Polen entstand im Anschluss an das Kraftwerk Bełchatów bis 1997 ein Gipsbauplattenwerk, das die im Kraftwerk jährlich anfallenden 300.000 Tonnen REA-Gips verarbeitet. Ein weiteres polnisches Werk in Jaworzno war eines der größten Werke für Gipsplatten bei der Errichtung 1999. In Kroatien übernahm 1997 die Knauf Knin d.o.o. alle Anteile am Gipsbauplattenwerk in Knin, in einem Joint Venture mit Lasselsberger erwarb die Lasselsberger Knauf d.o.o. außerdem 2000 ein Trockenmörtelwerk im kroatischen Đurđevac. Knauf übernahm zudem 1997 die Aktienmehrheit am Gipsbaukombinat Debar in Mazedonien und formte das Unternehmen zur Knauf Radika AG um. Das Werk in Debar wurde modernisiert und um eine zweite Produktionsanlage erweitert. Die Produkte dieses Unternehmenszweigs werden nicht nur auf dem mazedonischen Markt vertrieben, sondern auch im benachbarten Albanien. In Bulgarien erwarb Knauf 1997 ein Gipsfaserplattenwerk in Vidin. Die Produkte dieses Werks werden in deutschen und österreichischen Heimwerkermärkten unter den Markennamen Vidifloor und Vidiwall angeboten. In der Türkei erwarb Knauf 50 % der Anteile am Unternehmen Biltepe A.S. das danach ab 1997 als Tepe-Knauf Insaat ve Yapi Elemaniari Sanayi ve Ticaret Anonim Sirketi firmierte, und der angeschlossenen Vertriebsgesellschaft Tepe Alccipan A.S. Tepe-Knauf ist Marktführer für Gipsbauplatten in der Türkei. Neben dem Stammwerk in Ankara findet die Produktion seit 2003 auch in einem Werk in Kullar bei İzmit statt.
Ein wissenschaftlich-technischer Austausch zwischen Knauf und sowjetischen Universitäten hatte bereits ab 1970 stattgefunden. Ab 1993 investierte Knauf rund 300 Millionen Euro in russische Baustoffkombinate, um Produktionsstätten zu erwerben, aber auch um eigene Rohstoffquellen zu erschließen und zu sichern, um den Qualitätsstandard des für die Gipsplattenherstellung nötigen Kartons zu erreichen, um Vertriebs- und Handelsstrukturen aufzubauen und um Personal für Produktion und Handel zu schulen. Außerdem tätigte Knauf umfangreiche Investitionen im sozialen und kulturellen Umfeld der Unternehmensstandorte, darunter beim Wiederaufbau des Neptunbrunnens in Sankt Petersburg und beim Wiederaufbau der orthodoxen Kirche von Owstug in der Oblast Brjansk. Binnen zehn Jahren bis 2003 erwarb Knauf 14 Unternehmensbeteiligungen in Russland, zwei in der Ukraine, zwei in der Republik Moldau und eines in Kasachstan. In diesen Unternehmen waren insgesamt rund 7500 Beschäftigte tätig. Zur Knauf-Gruppe in Russland zählen Werke unter anderem in Krasnogorsk, Kolpino, Psebai, Nowomoskowsk, Kommunar, Dserschinsk, Tscheljabinsk und Baskuntschak, in der Ukraine in Kiew, in Moldau in Bălți und Criva (im Rajon Briceni) sowie in Kasachstan in Qapschaghai. Nach Siemens war Knauf im Jahr 2003 zweitgrößter deutscher Investor in Russland.
1995 ging Knauf ein Joint Venture mit zwei chinesischen Partnern ein und übernahm anschließend deren Anteile. Die Knauf Plasterboard (Wuhu) Co. Ltd. betreibt ein Werk für Gipsbauplatten in Wuhu, die Knauf New Building Material Products Company Ltd. betreibt ein gleichartiges Werk in Dongguan, und die Knauf Plasterboard Tianjin Company Ltd. ein solches in Tianjin. In Südamerika entstanden außerdem 1997 ein Werk im brasilianischen Queimados und 1998 ein Werk in Mendoza in Argentinien. Im Heimatmarkt hat Knauf 1994 eine große Produktionsanlage in Fenne zur Verarbeitung des in den Saarbergwerken anfallenden REA-Gipses errichtet. Das Werk in Fenne hat den alten Standort Siersburg ersetzt, dessen Anlagen größtenteils am Standort Belzi in der Republik Moldau weiterverwendet werden. 1995 hat Knauf zudem den Mineralfaserplatten-Hersteller AMF in Grafenau übernommen. 1997 wurde die Knauf-Zentrale in Iphofen dem immens gewachsenen Geschäftsfeld geschuldet umfassend erweitert. Die Produktionsanlagen in Iphofen wurden zudem bis 1999 auf die ausschließliche Verarbeitung von REA-Gips umgestellt. Das Rohmaterial wird überwiegend aus Kohlekraftwerken in Ostdeutschland bezogen. Zum Transport des Materials wurde in Zusammenarbeit mit der DB Cargo der Güterwaggon Typ Talns entwickelt.
Am 2. Juni 2003 wurde das deutsche Hauptunternehmen zur Knauf Gips KG umgewandelt. 2011 hatte die Knauf-Gruppe einen Umsatz von über 5 Mrd. Euro, davon wurden rund 10 % in neue Anlagen investiert, um die Produktionskapazitäten für eine künftig steigende Nachfrage anzupassen.
Am 24. April 2019 gab Knauf die Übernahme von USG bekannt; USG-Stammaktien werden damit nicht mehr gehandelt. Zum 30. September 2019 übernahm die Knauf-Gruppe die außeramerikanischen Aktivitäten von Armstrong World Industries. Die Übernahme wurde von den Aufsichtsbehörden nur unter Auflagen genehmigt. Entsprechend der Auflagen wurde Teile der übernommenen Armstrong World Industries an den Finanzinvestor AURELIUS Equity Opportunities weiterverkauft. Durch beide Zukäufe könnte das Unternehmen mit 250 Werken und ca. 35.000 Mitarbeitern den Umsatz im Jahr 2020 auf ca. 11,2 Milliarden Euro steigern.
Am 29. Oktober 2020 wurde die Übernahme von USG Boral für 1,015 Mrd. US-Dollar (867 Mio. Euro) durch Knauf bekannt. An dem Unternehmen mit Hauptsitz in Singapur war Knauf zuvor bereits im Rahmen eines Joint-Ventures mit 50 % beteiligt. Die Transaktion umfasst 19 Gipsplattenwerke und 3.200 Mitarbeiter im asiatisch-pazifischen Raum.
Im November 2023 wurde Knauf wegen seiner Unterstützung für den Bau russischer Militäreinrichtungen in die Liste der internationalen Sponsoren des Krieges aufgenommen.
Am 22. April 2024 kündigte die Knauf Gruppe an, sich „vor dem Hintergrund der aktuellen Entwicklungen“ vollständig vom russischen Markt zurückziehen zu wollen. Zuvor war dem Unternehmen vorgeworfen worden, durch seine fortgesetzten Aktivitäten in Russland faktisch den Angriffskrieg auf die Ukraine zu unterstützen.

## Knauf-Museum Iphofen
Am 30. Juni 1983 wurde in einem ursprünglich 1688 als Wirtshaus gebauten Barockbau in Iphofen, direkt am Marktplatz, das Knauf-Museum eröffnet. Es beherbergt Originalabgüsse von Exponaten aus den großen Museen der Welt. 2010 wurde das Knauf-Museum um einen Neubau (Entwurf: Architekturbüro Böhm & Kuhn, Iphofen) für Sonderausstellungen erweitert, der am 16. November 2011 mit dem Bayerischen Tourismus-Architektur-Preis artouro ausgezeichnet wurde. Verliehen hatte den Preis das Bayerische Wirtschaftsministerium und die Bayerische Architektenkammer in Kooperation mit der Bayern Tourismus Marketing GmbH.

## Kritik
2002 wurde das Unternehmen im Rahmen der Aufdeckung des Gipsplattenkartells zu einem Bußgeld von 85,8 Millionen Euro verurteilt.
Im März 2009 wurde im Zusammenhang mit korrodierenden Gipsplatten gegen drei chinesische Partnerunternehmen der Knauf Gips KG eine Sammelklage in Miami, Florida (USA) eingereicht. Diese betroffenen Platten beschädigen Kupferleitungen durch korrodierende Dämpfe. Die Knauf Plasterboard Tianjin (KPT) sieht keine Gesundheitsrisiken in dem betroffenen Produkt. Zwei weitere davon unabhängige Sammelklagen sind in Louisiana und Florida anhängig. Die Klagen gegen die Knauf KG wurden am 15. Dezember 2011 mit einem Vergleich beendet. Darin verpflichtete sich die Knauf Gips KG für die Sanierung der betroffenen Häuser aufzukommen. Es wurde ein Entschädigungsfonds gegründet, der anfangs mit 390 Mio. Dollar gefüllt wurde und in den die Knauf Gips KG stetig nachschießen muss. Der Anwalt der Sammelklage schätzt die Gesamthaftung auf knapp 1 Mrd. Dollar.

### Vorwurf der Unterstützung des iranischen Regimes
Im Juli 2009 wurde bekannt, dass ein der Knauf Gips KG unterstehendes Unternehmen seinen iranischen Angestellten mit Entlassung drohte, falls sie bei einer Demonstration gegen die Regierung gefasst würden. Zuvor war ein leitender Mitarbeiter bei einer Freitagsdemonstration festgenommen und diese Mitteilung als Bedingung zur Freilassung gefordert worden. Ein entsprechendes vertrauliches Schreiben (unterzeichnet von Isabel Knauf, die zur Gründerfamilie des unterfränkischen Baustoffherstellers Knauf Gips KG gehört) wurde vom Wall Street Journal veröffentlicht. Die Knauf Gips KG erklärte daraufhin, das Schreiben sei „unglücklich formuliert“ und bedürfe einer Korrektur. Die freie Meinungsäußerung werde nicht eingeschränkt und die Beteiligung an Demonstrationen werde ohne Folgen bleiben.

### Vorwurf der Unterstützung des russischen Überfalls auf die Ukraine
Als freiwillige Unterstützerin des Russischen Überfalls auf die Ukraine 2022 geriet eine russische Tochtergesellschaft des Familienunternehmens Knauf im Oktober 2022 in die Kritik: Unter der Überschrift Putins eifrige Helfer berichtete Der Spiegel von „besonders beflissen“ geleisteter Hilfe bei der Mobilmachung, zu der das Unternehmen rechtlich nicht verpflichtet war. Laut Recherchen des ARD-Magazins Monitor setzt Knauf weiterhin Milliarden in Russland um. Knauf entgegnet, in Russland ausschließlich für den russischen Markt zu produzieren. Da der schnelle Wiederaufbau Teil der russischen Kriegsstrategie ist, stellt die umfassende Beteiligung des Unternehmens am Wiederaufbau der russisch besetzten Stadt Mariupol eine aktive Unterstützung von Russlands Angriffskrieg gegen die Ukraine dar. Am 22. April 2024 kündigte das Unternehmen seinen Rückzug vom russischen Markt an, wo es nach eigenen Angaben mehr als 4000 Mitarbeiter beschäftigt. Im Mai 2025 wurde bekannt, dass das Unternehmen bzw. deren 100%ige russische Tochterfirmen möglicherweise unter Umgehung von Sanktionen Rohmaterialien zur Modernisierung russischer Atomwaffensilos lieferte.

## Veröffentlichungen
- Werner Rödiger, Herbert Schumacher, Wilfried Demel: Wachsen und Werden. Biografie der Unternehmerfamilie Knauf. Knauf Gips, Iphofen 2003, ISBN 3-927374-36-9.